# Wiszera
Wiszera (ros. Вишера) – rzeka w Rosji, w Kraju Permskim. Lewy dopływ Kamy, wpada do Zatoki Wiszerskiej Zbiornika Kamskiego.
Długość 415 km, powierzchni zlewni 31 200 km², średnia wysokość zlewni 317 m.

## Geografia

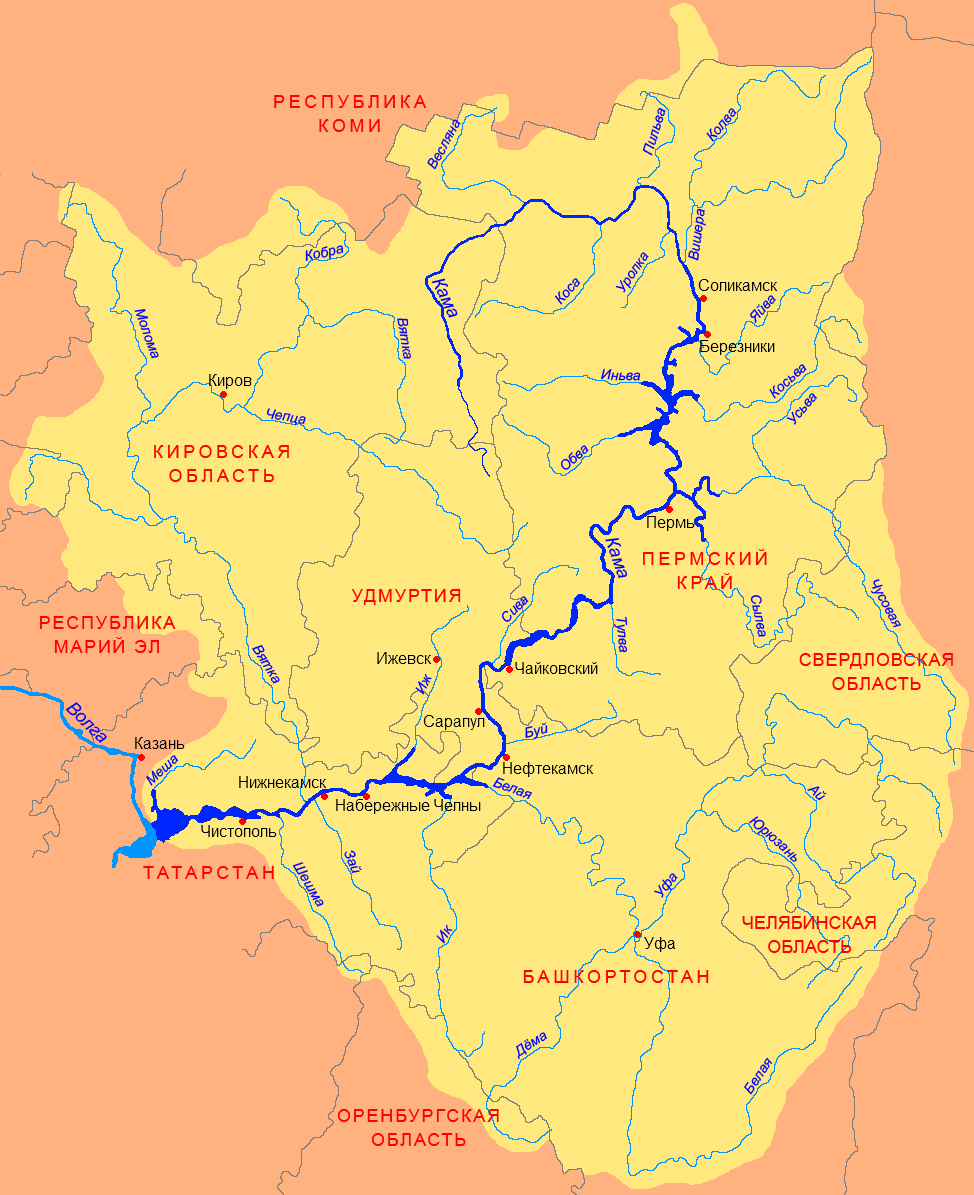
Zlewisko Kamy

Piąta pod względem długości rzeka Kraju Permskiego. Swój bieg rozpoczyna na północnym wschodzie kraju, na granicy z Republiką Komi i obwodem swierdłowskim. Płynie głównie przez uralskie podgórza, mając przez większą część biegu charakter szybkiej, górskiej rzeki, płynącej w wąskiej dolinie. W łożysku rzeki występuje wiele płycizn i progów. Na obszarze zlewni szeroko występują zjawiska krasowe.
Prawy potok źródłowy, Małaja Wiszera (Малая Вишера) bierze początek w łańcuchu Jany–Jemty (Яны-Емты), a lewy Bolszaja Wiszera (Большая Вишера) z bocznych grani szczytu Porimongit–Ur (Поримонгит-Ур) w łańcuchu Pojasowyj Kamień (Поясовый Камень), na granicy Republiki Komi, obwodu swierdłowskiego i Kraju Permskiego. Źródła oddzielone są od siebie grzbietem Wiszerskij Kamień (Вишерский Камень) i łączą się u północnego podnóża góry Armija (Армия).
Wiszera od źródeł do ujścia rzeki Ułs (Улс) to bystra, górska rzeka z wieloma bystrzami. Jej szerokość na tym odcinku dochodzi do 70 m.
Środkowa Wiszera od ujścia rzeki Ułs do ujścia Kołwy (Колва) ma szerokość do 150 m z dużą ilością bystrzy i plos. Dolina rzeki na tym odcinku ulega znacznemu rozszerzeniu, ale występuje tu też wiele nadbrzeżnych klifów, w tym, najbardziej znany z nich, Wietłan.

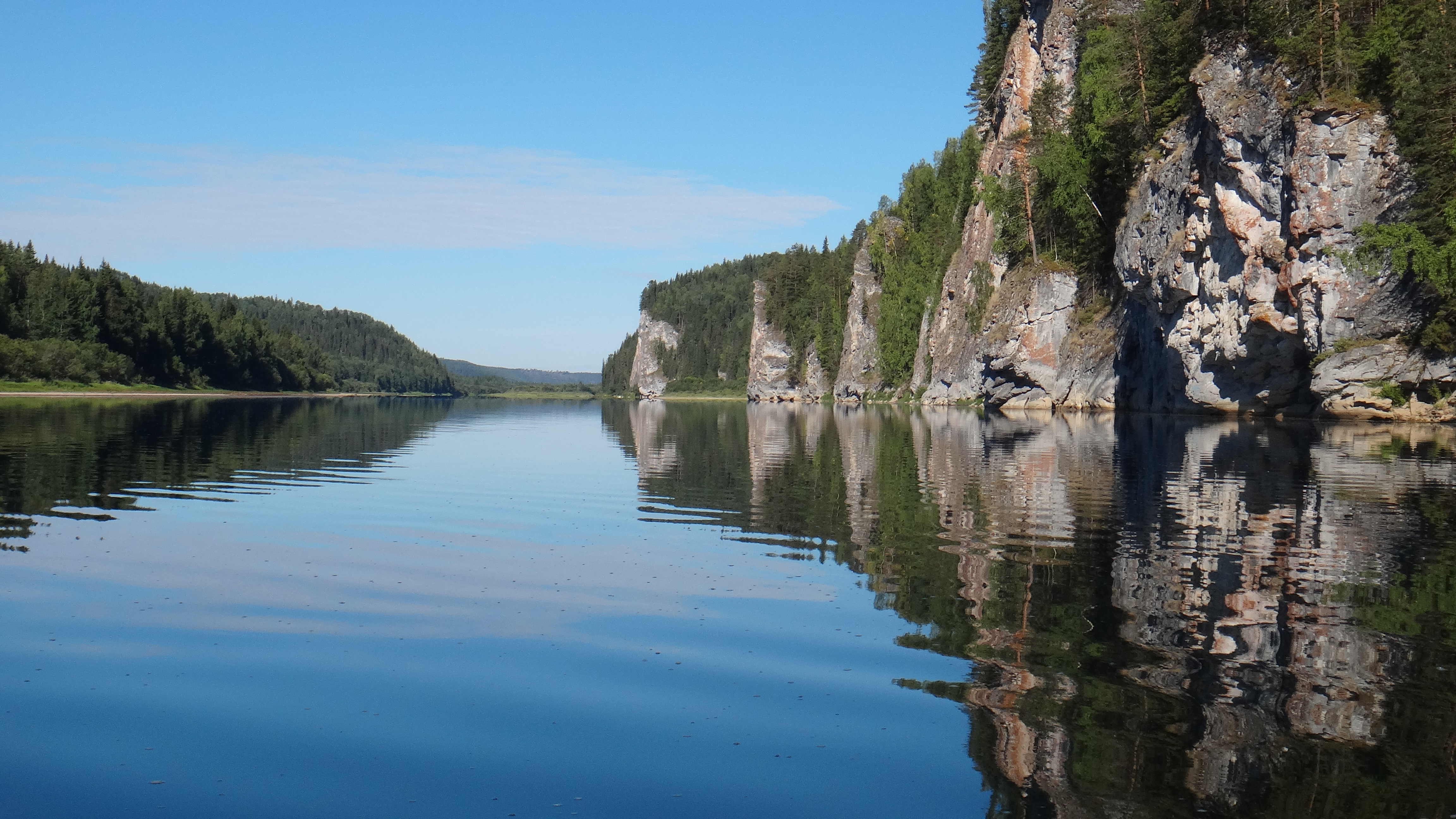
Wiszera

Dolna Wiszera (od ujścia Kołwy do ujścia Wiszery do Kamy) to nizinna rzeka, rozlewająca się miejscami do 900 m. 
Na całej długości w korycie i na brzegach występuje wiele skał i kamieni oraz dużo bystrzy. Dla Wiszery charakterystyczne są wiosenne powodzie związane z tajaniem śniegu i ruszaniem lodów, powodzie spowodowane intensywnymi opadami deszczu i niski stan wód w lecie. Zasilanie rzeki jest mieszane z przewagą wód z topnienia śniegu. Wiszera zamarza w końcu października lub na początku listopada i pozostaje zamarznięta do końca kwietnia. Jest spławna. Regularna komunikacja pasażerska dociera do Krasnowiszerska. W zlewni Wiszery znajdują się złoża diamentów.
W górnym biegu rzeki leży Rezerwat przyrody „Wiszerskij”. Połów ryb na rzece jest zakazany powyżej ujścia Łypji. W ograniczonym zakresie mogą łowić mieszkańcy wsi Wiełs i Waja na odcinku od ujścia Łypji do ujścia Wiełsa. Występują tu głównie ryby łososiowate: Thymallus i tajmień.
Większe miejscowości leżące nad rzeką to miasto Krasnowiszersk i wsie – Wiełs, Waja, Wiszerogorsk, Ust´–Jaźwa i Riabinino.

## Dopływy (km od ujścia)
- 3,6 km: Tołycz (lewy)
- 34 km: Kołwa (prawy)
- 56 km: Cziżowka (Jumysz, Żernowka) (prawy)
- 73 km: Jaźwa (lewy)
- 75 km: Usołka (lewy)
- 99 km: Czornaja (prawy)
- 103 km: Wiżaicha (lewy)
- 107 km: Mołczanka (lewy)
- 111 km: Pietrunicha (prawy)
- 120 km: Bolszaja Romanicha (prawy)
- 128 km: Goworucha (prawy)
- 136 km: Bolszoj Kołczim (lewy)
- 149 km: Bolszoj Szczugor (lewy)
- 151 km: Małyj Szczugor (prawy)
- 168 km: Bolszaja Szaluga (prawy)
- 170 km: Małaja Szaluga (prawy)
- 172 km: Priłucznaja (prawy)
- 178 km: Bolszaja Woronja (lewy)
- 184 km: Pisanka (prawy)
- 187 km: Wolim (prawy)
- 190 km: Akczim (lewy)
- 194 km: Bolszaja Jaburskaja (lewy)
- 203 km: Niżniaja Zołoticha (lewy)
- 204 km: Sriedniaja Zołoticha (lewy)
- 207 km: Wierchniaja Zołoticha (lewy)
- 223 km: Bolszaja Waja (prawy)
- 233 km: Ułs (lewy)
- 248 km: Jołma (prawy)
- 255 km: Bolszaja Rasja (lewy)
- 266 km: Dyrowaticha (prawy)
- 268 km: Wiełs (lewy)
- 280 km: Niżniaja Panicha (prawy)
- 281 km: Wierchniaja Panicha (lewy)
- 303 km: Rasja (prawy)
- 304 km: Kuryksarka (lewy)
- 321 km: Dołganicha (lewy)
- 332 km: Tabornaja (lewy)
- 333 km: Łypja (prawy)
- 357 km: Mojwa (lewy)
- 362 km: Murawiej (lewy)
- 370 km: Łopja (prawy)
- 379 km: Niołs (lewy)
- 391 km: Chalsorija (bez oficjalnej nazwy) (prawy)[9]